# ووبن ۱۶۴۴۷
سیارک ۱۶۴۴۷ (به انگلیسی: 16447 Vauban، نامگذاری:1989RX) شانزده هزار و چهارصد و چهل و هفتمین سیارک کشف شده‌است که در ۳ سپتامبر ۱۹۸۹ کشف شد.